# Jean Cordier
Jean Cordier (Brugge, vóór 1440 - aldaar, 28 september 1501) was een zanger en geestelijke uit de Zuidelijke Nederlanden. Door zijn zangtalent droeg hij zijn steentje bij tot de verspreiding van de kunst uit de Nederlanden op het Italiaanse vasteland op het einde van de 15e eeuw.

## Levensloop

### Periode te Brugge
Cordier stamt waarschijnlijk van een familie waarvan Rolandus en Ghisbertus de administratie verzorgden van de Sint-Johannes-van-de-Coutre-stichting binnen de Sint-Donaaskerk te Brugge. Hoogstwaarschijnlijk kreeg Cordier zijn zangopleiding als tenor binnen de kerkgemeenschap zelf.
Hij werd er, hoewel hij priester was, op 23 juli 1460 benoemd tot hoofdtenor van het kerkkoor. Op vijf jaar tijd groeide Cordier door van koorgeestelijke tot koorkapelaan. Tommaso Portinari, bemiddelaar van Piero di Cosimo de' Medici te Brugge, schreef op 13 februari 1467 aan de' Medici dat hij Cordier aangeworven had en hem voldoende geld gegeven had voor de reis. Tien dagen later gaf het kapittel van de Sint-Donaaskerk zijn toestemming aan Cordier om tot juni van dat jaar als geestelijke afwezig te blijven.

### Italiaanse periode
Cordier voerde een groep zangers aan die Portinari in Brugge en Guillaume Dufay in Kamerijk gerekruteerd hadden en die allen optraden in de San Giovannikapel, de doopkapel van de familie De' Medici in de kathedraal van Firenze. Cordier bracht er talrijke improvisaties met begeleiding van de lira da bracchio, een typisch Italiaans instrument uit de Renaissance.
Eind 1468 deed Cordier auditie voor een plaats als zanger in de Sixtijnse Kapel te Rome en hij werd er op 2 januari 1469 toegelaten als tenor. Zijn aanstellingsoorkonde bereikte Brugge op het moment dat het kapittel van Sint-Donaas eraan dacht om Cordier op grond van zijn afwezigheid zijn functie als vicaris af te nemen. Cordier werd opnieuw in zijn functie bevestigd te Brugge en hij werd in augustus 1470 voor de laatste maal vergoed in Rome.
Daarna werd Cordier aangesteld aan het hof van koning Ferdinand I van Napels. De koning wilde van de stad een cultureel centrum maken en bracht daarom de beste musici samen in de kapel van het hof. In 1474 trok Galeazzo Maria Sforza, de hertog van Milaan Cordier aan als zanger. Cordier begaf zich zonder toestemming van koning Ferdinand naar Milaan en veroorzaakte hierdoor ernstige diplomatieke spanningen tussen het koninkrijk Napels en het hertogdom Milaan. Toen Ferdinand dreigde met het afbreken van de diplomatieke betrekkingen met Milaan bemiddelde Karel de Stoute, de hertog van Bourgondië, en kon verkrijgen dat Cordier definitief naar Milaan kon gaan.
Vanaf oktober 1474 was Cordier zanger in de kapel van de hertog van Milaan. Deze was zo tevreden over Cordier dat de zanger in de adelstand werd verheven, overladen werd met geldgeschenken en een belangrijke plaats aan het hof kreeg. Tot Cordiers collega's in Milaan behoorden onder meer Gaspar van Weerbeke, Alexander Agricola en Loyset Compère. Na de moord op de hertog op 26 december 1476 en de afslanking van de kapel bleef Cordier als een van de beste zangers nog enige tijd in dienst van diens weduwe. Hij verliet Milaan omstreeks mei 1477.

### Terug uit Italië
Vanaf maart 1478 vertoefde Cordier een tijdje in Lyon en vanaf mei 1479 zong Cordier in de kapel van aartshertog Maximiliaan die later keizer werd. Samen met Antoine Busnois en Pierre Basin zong Cordier in 1481 op de bijeenkomst van de Orde van het Gulden Vlies in 's-Hertogenbosch en in maart 1482 op de begrafenis van Maria van Bourgondië. Cordier werd vermeld als zanger in de kapel van de aartshertog tussen 1480 en 1482 en tussen 1487 en 1488.
In 1483 werd Cordier door tussenkomst van Maximiliaan benoemd tot kanunnik van het Sint-Donaaskapittel te Brugge en nam er de leiding van het koor op zich. Hij kreeg de toestemming om regelmatig voor langere tijd naar het hertogdom Milaan te gaan en bleef dit doen tot in 1496. In 1485 leidde Cordier het Paasspel in Brugge en zorg hierin de rol van Jezus.
Cordier en Jacob Obrecht waren vrienden geworden sinds deze laatste de aanstelling van Cordier aan het Sint-Donaaskapittel voorbereid had. Op zijn volgende reis naar Milaan nam Cordier een aantal composities van Obrecht mee die bij Ercole I d'Este, de hertog van Ferrara, in de smaak vielen. Cordier zorgde ervoor dat Obrecht naar Ferrara kon reizen. Na diens terugkeer uit Italië bezocht Cordier hem in Bergen op Zoom.

### Laatste levensjaren
Tussen 1492 en 1493 reisde hij naar Venetië en zong er voor Beatrice d'Este. Tussendoor keerde hij terug naar Brugge en in 1496 maakte Cordier zijn laatste reis naar Milaan. Hij kreeg van hertog Ludovico Sforza een vrijgeleide en keerde definitief terug naar Brugge. Tussen oktober 1497 en november 1498 was Cordier kapelmeester aan de Sint-Donaaskerk. In 1500 verving hij nog een tijdje de zieke Jacob Obrecht als zanger en beëindigde toen zijn carrière.
Cordier stierf op 28 september 1501 en werd begraven in het koor van de Sint-Donaaskerk.